# Chiesa evangelica luterana finlandese

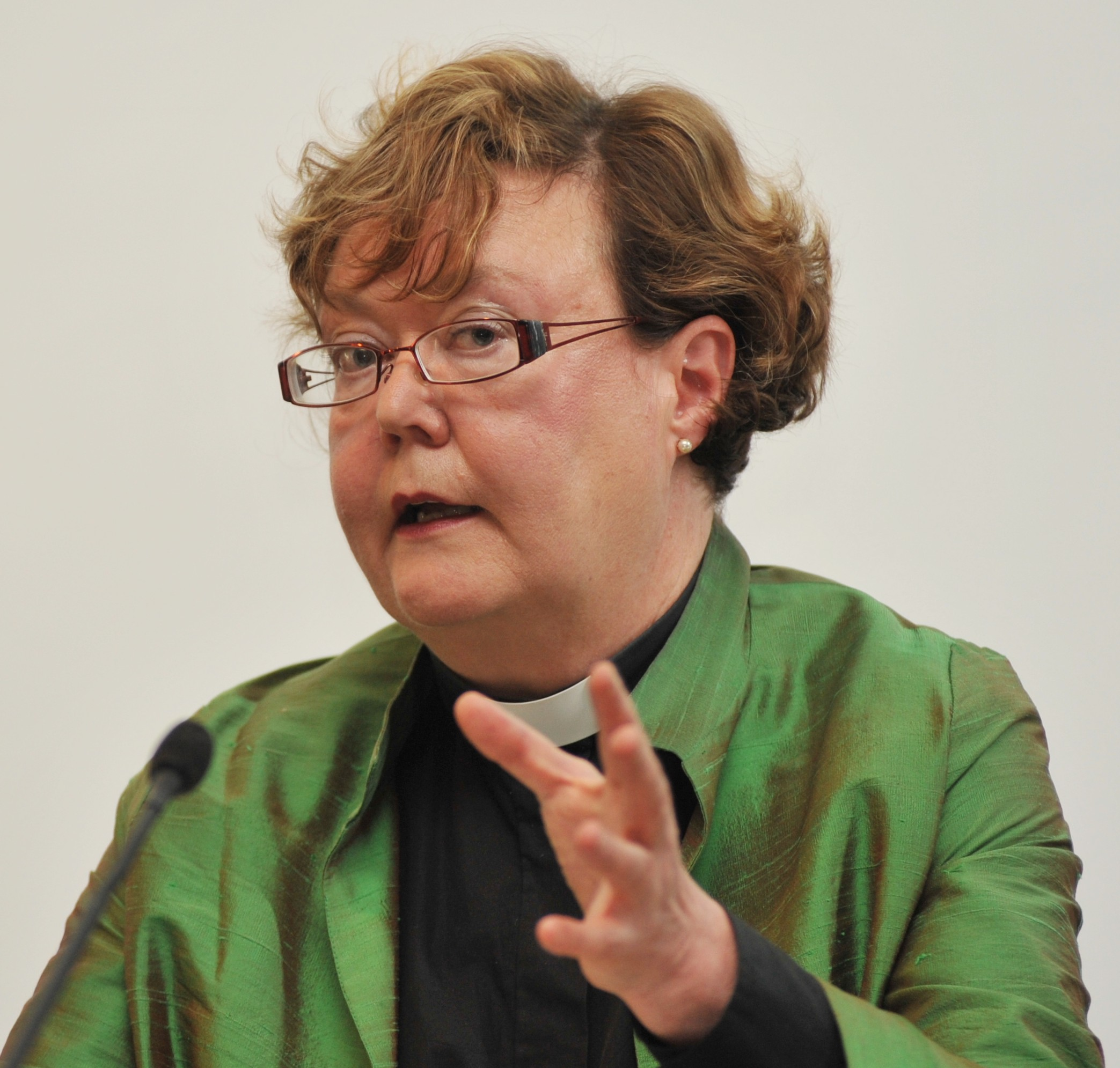
Irja Askola, vescova in pensione

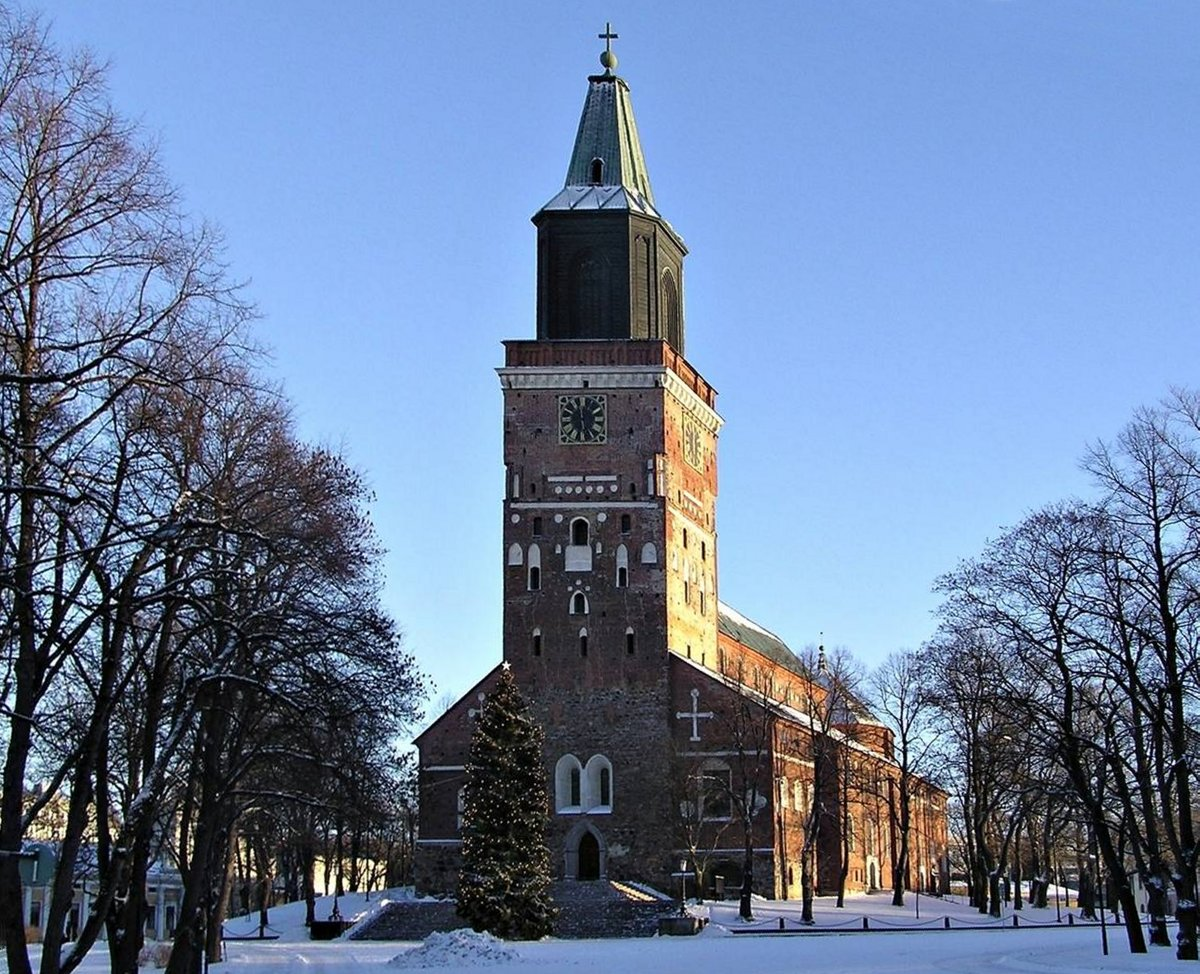
Cattedrale di Turku

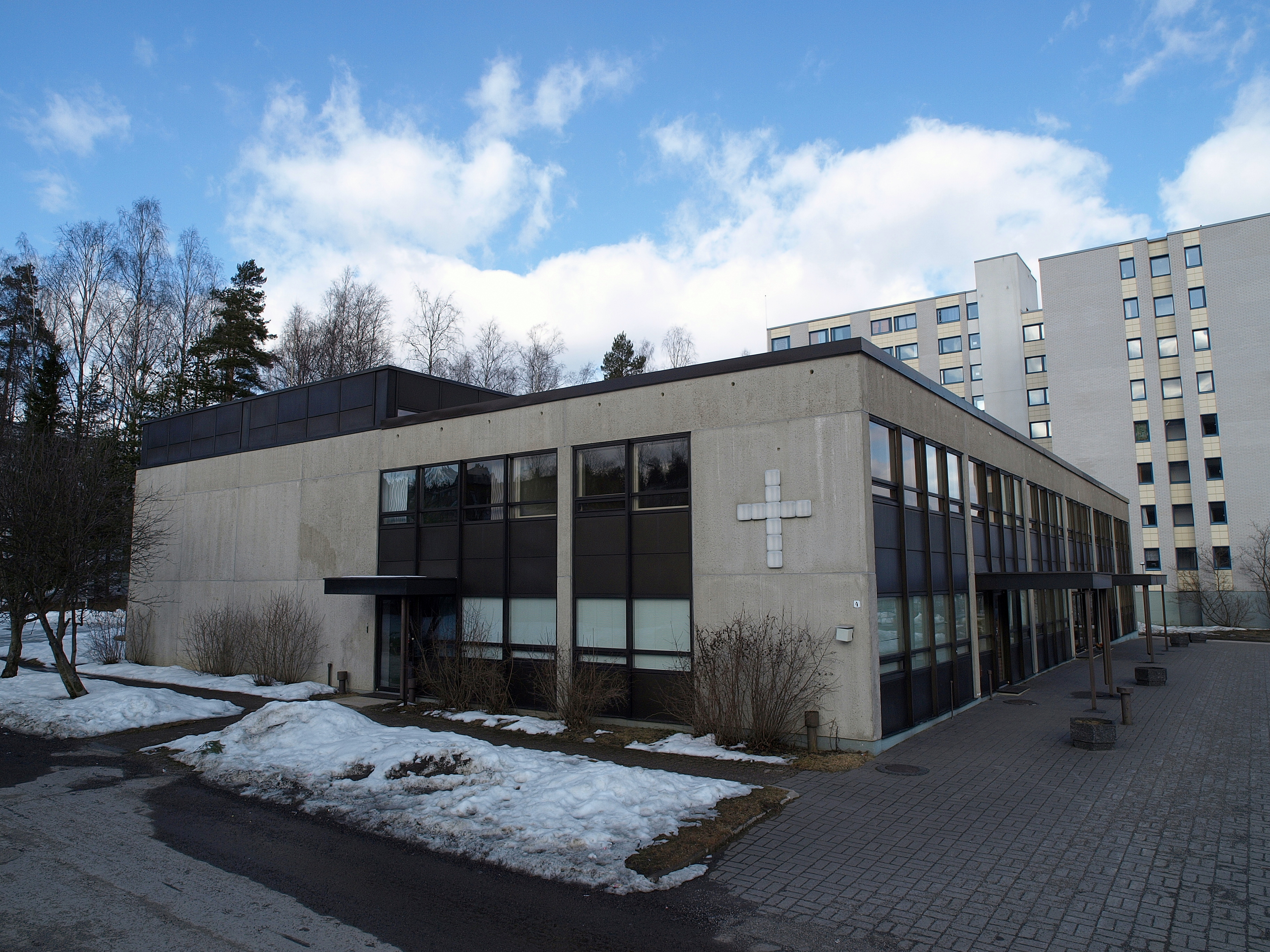
Chiesa di Kortepohja, degli anni '70

La Chiesa evangelica luterana finlandese [(FI)  Suomen evankelis-luterilainen kirkko; (SV)  Evangelisk-lutherska kyrkan i Finland] è la chiesa nazionale finlandese, professata dalla maggior parte della popolazione (nel 2022, 65,2 %).
Il Primate della Chiesa è l'Arcivescovo di Turku, carica rivestita dal 2018 dal Rev. Tapio Luoma.

## Storia
Il Cristianesimo si è diffuso in Finlandia sia in forma cattolica (da ovest) che in forma ortodossa (da est). Il conflitto fu definito, con determinazione dei confini, dal Trattato di Nöteborg (1323) tra il Regno di Svezia e la Repubblica di Novgorod. 
Con la Riforma protestante la parte occidentale, fino ad allora cattolica (diocesi di Turku), passò al luteranesimo.
Si deve a Michele Agricola la traduzione della maggior parte dei testi sacri e dei libri liturgici in finlandese.
Nel 1809 si è separata dalla Chiesa di Svezia; è componente della Federazione luterana mondiale e della Comunione di Porvoo.

## Organizzazione
La Chiesa è strutturata in 1 arcidiocesi (Turku) ed in 7 diocesi su base territoriale (Tampere, Oulu, Mikkeli, Espoo, Kuopio, Lapua, Helsinki); a Porvoo è stata istituita una diocesi per le parrocchie di lingua svedese e per la parrocchia germanofona di Helsinki.
| Diocesi              | Anno di erezione  | Cattedrale             | Vescovo titolare                                                 |
| -------------------- | ----------------- | ---------------------- | ---------------------------------------------------------------- |
| Arcidiocesi di Turku | 1156              | Cattedrale di Turku    | Arcivescovo Tapio Luoma (2018– ), Vescova Mari Leppänen (2021– ) |
| Diocesi di Tampere   | 1554 a Viipuri    | Cattedrale di Tampere  | Matti Repo (2008– )                                              |
| Diocesi di Oulu      | 1851 a Kuopio     | Cattedrale di Oulu     | Jukka Keksitalo (2018– )                                         |
| Diocesi di Mikkeli   | 1897 a Savonlinna | Cattedrale di Mikkeli  | Mari Parkkinen (2023– )                                          |
| Diocesi di Borgå     | 1923              | Cattedrale di Porvoo   | Bo-Göran Åstrand (2019– )                                        |
| Diocesi di Kuopio    | 1939              | Cattedrale di Kuopio   | Jari Jolkkonen (2012– )                                          |
| Diocesi di Lapua     | 1959              | Cattedrale di Lapua    | Matti Salomäki (2022– )                                          |
| Diocesi di Helsinki  | 1959              | Cattedrale di Helsinki | Teemu Laajasalo (2017– )                                         |
| Diocesi di Espoo     | 2004              | Cattedrale di Espoo    | Kaisamari Hintikka (2019– )                                      |

Il culto della Chiesa finlandese è possibile in 40 Paesi del mondo, grazie ad un apposito servizio.
Costituisce, unitamente alla Chiesa ortodossa finlandese, una chiesa finanziata dallo Stato mediante un'imposta diretta.

## Posizioni teologiche
Il sacerdozio femminile è stato ammesso solo nel 1988, ma il dibattito risale all'inizio del XX secolo.
L'episcopato femminile è stato ammesso nel 2010, con la nomina di Irja Askola a vescovo di Helsinki.

## Chiese Nazionali del Nord Europa di tradizione luterana
- Chiesa di Svezia - Svenska kyrkan
- Chiesa di Norvegia - Den Norske kirke
- Chiesa Nazionale d'Islanda - Þjóðkirkjan
- Chiesa di Danimarca – Folkekirken
- Chiesa delle Fær Øer - Fólkakirkjan